# Ludmila Lužová
Ludmila Lužová (22. června 1926 - září 2011) byla česká a československá politička Československé strany socialistické a poslankyně Sněmovny národů Federálního shromáždění za normalizace.

## Biografie
Ve volbách roku 1981 (obvod Příbram, Středočeský kraj) zasedla do české části Sněmovny národů. Ve Federálním shromáždění setrvala do konce funkčního období, tedy do voleb roku 1986.
V září 2011 se uvádí, že zemřela jistá Ludmila Lužová (narozena 1926) z Příbrami.